# Stutsjön
Stutsjön är en sjö i Sala kommun i Västmanland och ingår i Norrströms huvudavrinningsområde.